# Ноел
„Ноел“ (на английски: Noelle) е американски коледен филм от 2019 г., написан и режисиран от Марк Лорънс, продуциран от Уолт Дисни Пикчърс и е разпространен от Уолт Дисни Студиос Моушън Пикчърс. Във филма участват Ана Кендрик като Ноел Крингъл, дъщерята на Крис Крингъл, Бил Хейдър, Кингсли Бен-Адир, Били Айкнър, Джули Хагърти и Шърли Маклейн. Снимките се проведоха от октомври 2017 г. до януари 2018 г. в Британска Колумбия и Удсток, Джорджия. Филмът е пуснат на 12 ноември 2019 г. в стрийминг услугата Дисни+, който получава смесени отзиви от критиците.

## Актьорски състав
- Ана Кендрик – Ноел Крингъл
  - Оукли Бъл – Ноел като малка
  - Тейлър Бедфорд – Ноел като тийнейджърка
- Бил Хейдър – Ник Крингъл
  - Оуен Вакаро – Ник като малък
- Шърли Маклейн – Елф Поли
- Кингсли Бен-Адир – Джейк Хапман
- Били Айкнър – Габриел Крингъл
- Джули Хагърти – госпожа Крингъл
- Джей Бразо – Крис Крингъл
- Макео Смедли – Алекс, синът на Джейк
- Диана Мария Дива – Хелън Роджас
- Рон Фънчес – Елф Мортимър
- Майкъл Грос – Старият елф Ейб
- Челах Хорсдал – доктор Шели Сусман
- Ана Ван Хуфт – Елф Мари
- Антъни Конехни – Елф Тед
- Бърджес Дженкинс – Дан
- Джейсън Антун – Омар
- Шейли Менсфийлд – Мишел
- Грейси Лорънс – Елф Карол

## Продукция
На 11 януари 2017 г. е съобщено, че Ана Кендрик ще играе заглавната роля на дъщерята на Дядо Коледа, Ноел, и че филмът ще бъде написан и режисиран от Марк Лорънс, и продуциран от Сузана Тод за Уолт Дисни Пикчърс.. През юли 2017 г. Бил Хейдър се присъединява към актьорския състав. През септември 2017 г. Били Айкнър и Шърли Маклейн се присъединиха към състава. През октомври 2017 г. Джули Хагърти и Макео Смедли се присъединиха към състава. През ноември 2017 г. Майкъл Грос се присъедини към състава.
Снимките за филма започва в края на октомври 2017 г. във Ванкувър, Британска Колумбия, и по-късно се премества Whistler Olympic Park в началото на януари 2018 г., където снимките продължиха до 19 януари 2018 г. Допълнителните снимки също заемат място във Удсток, Джорджия. Коуди Фицджералд и Клайд Лорънс композираха музиката към филма.